# Формула-1 — Гран-прі Бразилії
Гран-прі Бразилії (порт. Grande Prêmio do Brasil), зараз проводиться під назвою Гран-прі Сан-Паулу (порт. Grande Prêmio de São Paulo) — один з етапів чемпіонату світу з автоперегонів в класі Формула-1, який проходить на Автодромі Жозе Карлуса Пачі (порт. Autódromo José Carlos Pace, раніше та неофіційно «Інтерлагус») у місті Сан-Паулу, Бразилія.

## Історія
Гран-прі Бразилії було вперше проведено на автодромі Інтерлагус у 1972 році. Перше Гран-прі не було етапом чемпіонату світу в класі Формула-1, і лише наступного року воно було включене в офіційний календар. У 1978 році Гран-прі Бразилії було перенесено на автодром Нельсона Піке (порт. Autódromo Internacional Nelson Piquet або «Жакарепагуа») в Ріо-де-Жанейро, тимчасово повертаючись на «Інтерлагус» у наступні два сезони. У 1981 році «Жакарепагуа» став основним місцем проведення Гран-прі Бразилії через проблеми безпеки на 8-кілометровій конфігурації «Інтерлагуса». У 1990 році Гран-прі повернувся на скорочену версію «Інтерлагуса», де і проводиться дотепер. У 2005 році, вперше у своїй історії, Гран-прі Бразилії вирішив долю титулу Чемпіона світу, який дістався Фернандо Алонсо. 2 листопада 2008 року Феліпе Масса став останнім бразильським переможцем Гран-прі, однак його перемоги в останній гонці сезону 2008 не вистачило для здобуття титулу Чемпіона світу, і він програв Льюїсу Гамільтону лише одне очко.
Автодром «Інтерлагус» став місцем проведення одних з найзахоплюючіших та найпам'ятніших перегонів у сучасній історії Формули-1 та вважається одним з найцікавіших та найзахоплюючіших автодромів у каледнарі чемпіонату. Поряд із Спа-Франкоршам, він є особливим у тому, що є одним з небагатьох автодромів з довгою історією в чемпіонаті, які не втратили свого характеру в період адаптації до сучасних вимог до безпеки проведення Гран-прі.
Так, захоплюючою видалася гонка 2003 року, яка принесла першу перемогу в кар'єрі Джанкарло Фізікеллі. Злива перед перегонами та під час них створила проблеми з вибором гуми для багатьох команд, що дозволило слабкій команді Мінарді претендувати на перемогу в гонці єдиний раз за всю історію цієї команди, оскільки вони єдині підготувалися до дощу, однак їхні пілоти зійшли з дистанції. Підступні погодні умови спричинили схід багатьох гонщиків, серед яких був і Міхаель Шумахер, тодішній Чемпіон світу. Цей схід завершив його серію з фінішів у перегонах, яка тривала ще з Гран-прі Німеччини 2001 року. Під час гонки різні пілоти, серед яких Кімі Ряйкконен та Девід Култхард, які виступали за Макларен, посідали першу позицію, і, коли важка аварія Рено Фернандо Алонсо спричинила припинення перегонів, не було відомо, хто став переможцем. На той момент лідирував Фізікелла, обігнавши Ряйкконена; однак переможцем оголосили останнього через те, що за таких обставин переможець визначається за положенням гонщиків за два кола до зупинки перегонів. Це рішення було змінене через декілька днів на засіданні Апеляційного суду ФІА у Парижі, коли були представлені докази того, що Фізікелла двічі перетнув фінішну смугу лідером перегонів перед аварією Алонсо і тому має бути закономірним переможцем.
Гран-прі Бразилії 2001 року запам'яталося вибуховою появою у чемпіонаті Хуана Пабло Монтойї. Колумбійський пілот несподівано обігнав Міхаеля Шумахера на перших колах дистанції та лідирував аж до інциденту, в якому пілот Ероуз Йос Ферстаппен вдарив його болід ззаду та спричинив його схід. Тим не менше, Монтойя виграв Гран-прі Бразилії 2004 року в своїй останній гонці за Вільямс перед переходом у Макларен, завершивши перегони попереду свого майбутнього напарника по команді Кімі Ряйкконена. У тій гонці брати Міхаель та Ральф Шумахери вперше в історії стартували з одного ряду стартового поля.

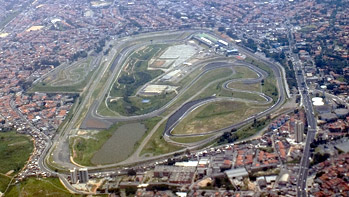
Автодром Жозе Карлуса Пачі, місце проведення Гран-прі Бразилії.

Фернандо Алонсо став наймолодшим на той час Чемпіоном світу на Гран-прі Бразилії 2005 року, посівши третю позицію позаду переможця гонки Хуана Пабло Монтойї та свого конкурента у суперечці за чемпіонський титул Кімі Ряйкконена, чого виявилося достатньо, щоб виграти чемпіонство за дві гонки до завершення чемпіонату.
У 2006 році, як і у 2004, Гран-прі Бразилії мало честь завершувати чемпіонат. Ця гонка була останньою для Міхаеля Шумахера, який раніше оголосив про завершення кар'єри, однак повернувся до перегонів у 2010 році. Стартувавши з десятої позиції, Шумахер провів дивовижну гонку. Він опустився на 19-у позицію на дев'ятому колі через прокол шини, спричинений легким зіткненням із Джанкарло Фізікеллою під час обгону. Після піт-стопу Шумахер повернувся попереду лідера Феліпе Масси, отже, майже відстаючи на коло, однак обігнав декількох пілотів і у підсумку фінішував четвертим. Однак йому не вистачило цього результату для завоювання свого восьмого титулу Чемпіона світу, оскільки Фернандо Алонсо, якому було потрібно набрати лише одне очко для перемоги у загальному заліку, фінішував другим. Бразилець Феліпе Масса, вигравши поул-позишн, лідирував протягом усієї гонки та здобув свою другу перемогу в кар'єрі на радість бразильських уболівальників.
У березні 2008 року, мер Сан-Паулу повідомив про підписання нового контракту з Берні Екклстоуном про продовження проведення Гран-прі Бразилії. Це дозволить бразильському етапові бути присутнім у календарі чемпіонату до 2015 року. На автодромі уже намічено реконструкцію споруд боксів команд та паддоку.
В останній гонці сезону 2008 Льюїс Гамільтон став новим наймолодшим Чемпіоном світу на Гран-прі Бразилії. На гонку він обрав консервативну стратегію і особливо не ризикував, оскільки для перемоги у загальному заліку йому було достатньо посісти 5-е місце. Однак дощ, що розпочався незадовго до закінчення перегонів, створив непередбачувані проблеми. Спершу, Гамільтон був відкинутий на 5-у позицію німецьким пілотом Тімо Глоком, який вирішив не змінювати гуму на проміжну, як це робила більшість лідерів. За 3 кола до фінішу, Себастьян Феттель також обігнав британця, що означало, що у загальному заліку Гамільтон та Масса матимуть однакову кількість очок, але бразилець матиме на одну перемогу більше. Боротьба між Гамільтоном та Феттелем точилася до самого кінця перегонів, однак у ній вони змогли несподівано обігнати в останньому повороті перед фінішем Тімо Глока, який, перебуваючи на гумі для сухого асфальту, утратив зчеплення з вологою від дощу трасою. Це означало, що хоча Феліпе Масса й виграв перегони, Гамільтон в останній момент виборов п'яте місце, якого йому було достатньо для перемоги у загальному заліку Чемпіонату світу. Фернандо Алонсо на Рено, попередній наймолодший Чемпіон світу, фінішував другим попереду напарника Масси по команді Кімі Ряйкконена та Себастьяна Феттеля з Торо Россо.

## Переможці

### Багаторазові переможці (пілоти)
Жирним виділено імена пілотів, які ще беруть участь у перегонах Формули-1

Рожевим позначені перегони, які не були частиною чемпіонату світу з Формули-1
| К-сть | Пілот               | Роки                               |
| ----- | ------------------- | ---------------------------------- |
| 6     | Ален Прост          | 1982, 1984, 1985, 1987, 1988, 1990 |
| 4     | Карлос Ройтеманн    | 1972, 1977, 1978, 1981             |
| 4     | Міхаель Шумахер     | 1994, 1995, 2000, 2002             |
| 3     | Себастьян Феттель   | 2010, 2013, 2017                   |
| 3     | Льюїс Гамільтон     | 2016, 2018, 2021                   |
| 3     | Макс Ферстаппен     | 2019, 2023, 2024                   |
| 2     | Емерсон Фіттіпальді | 1973, 1974                         |
| 2     | Нельсон Піке        | 1983, 1986                         |
| 2     | Найджел Менселл     | 1989, 1992                         |
| 2     | Айртон Сенна        | 1991, 1993                         |
| 2     | Міка Гаккінен       | 1998, 1999                         |
| 2     | Хуан Пабло Монтойя  | 2004, 2005                         |
| 2     | Феліпе Масса        | 2006, 2008                         |
| 2     | Марк Веббер         | 2009, 2011                         |
| 2     | Ніко Росберг        | 2014, 2015                         |

### Багаторазові переможці (конструктори)
Жирним виділено конструкторів, які ще беруть участь у перегонах Формули-1

Рожевим позначені перегони, які не були частиною чемпіонату світу з Формули-1
| К-сть | Конструктор | Роки                                                                   |
| ----- | ----------- | ---------------------------------------------------------------------- |
| 12    | Макларен    | 1974, 1984, 1985, 1987, 1988, 1991, 1993, 1998, 1999, 2001, 2005, 2012 |
| 11    | Феррарі     | 1976, 1977, 1978, 1989, 1990, 2000, 2002, 2006, 2007, 2008, 2017       |
| 7     | Ред Булл    | 2009, 2010, 2011, 2013, 2019, 2023, 2024                               |
| 6     | Вільямс     | 1981, 1986, 1992, 1996, 1997, 2004                                     |
| 6     | Мерседес    | 2014, 2015, 2016, 2018, 2021, 2022                                     |
| 3     | Бребем      | 1972, 1975, 1983                                                       |
| 2     | Бенеттон    | 1994, 1995                                                             |
| 2     | Рено        | 1980, 1982                                                             |

### Переможці за роками

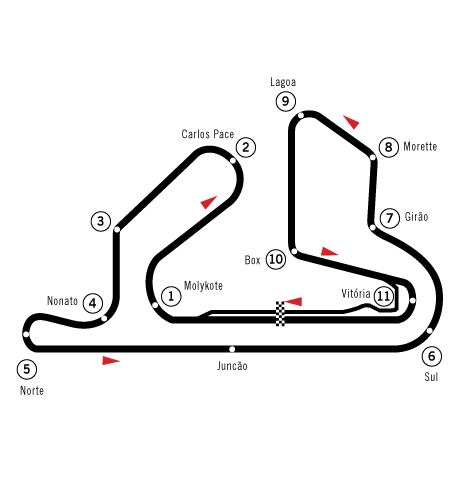
Оригінальна конфігурація Жакарепагуа, що використовувалася в 1978 та 1981–1989 роках.

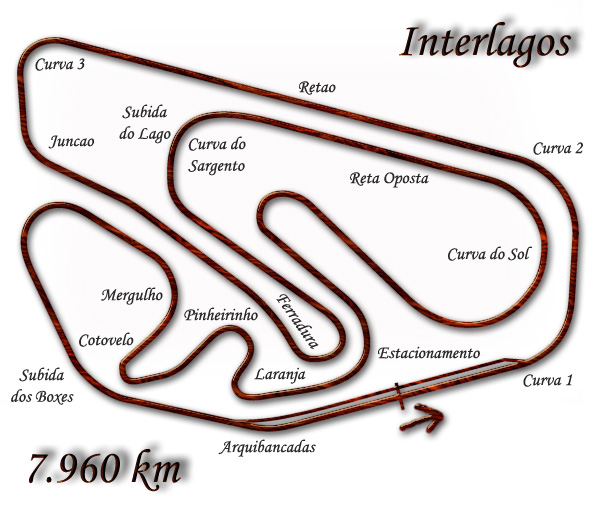
Оригінальна конфігурація Інтерлагуса, що використовувалася в 1972–1977 та 1979–1980 роках.

- Рожевим позначені перегони, які не були частиною чемпіонату світу з Формули-1
- З 2021 року захід проходить під назвою «Гран-прі Сан-Паулу».

| Рік  | Пілот                             | Конструктор                       | Траса                             | Докладніше                        |
| ---- | --------------------------------- | --------------------------------- | --------------------------------- | --------------------------------- |
| 2024 | Макс Ферстаппен                   | Ред Булл-Хонда RBPT               | Інтерлагус                        | Результати                        |
| 2023 | Макс Ферстаппен                   | Ред Булл-Хонда RBPT               | Інтерлагус                        | Результати                        |
| 2022 | Джордж Расселл                    | Мерседес                          | Інтерлагус                        | Результати                        |
| 2021 | Льюїс Гамільтон                   | Мерседес                          | Інтерлагус                        | Результати                        |
| 2020 | Скасовано через пандемію COVID-19 | Скасовано через пандемію COVID-19 | Скасовано через пандемію COVID-19 | Скасовано через пандемію COVID-19 |
| 2019 | Макс Ферстаппен                   | Ред Булл-Хонда                    | Інтерлагус                        | Результати                        |
| 2018 | Льюїс Гамільтон                   | Мерседес                          | Інтерлагус                        | Результати                        |
| 2017 | Себастьян Феттель                 | Феррарі                           | Інтерлагус                        | Результати                        |
| 2016 | Льюїс Гамільтон                   | Мерседес                          | Інтерлагус                        | Результати                        |
| 2015 | Ніко Росберг                      | Мерседес                          | Інтерлагус                        | Результати                        |
| 2014 | Ніко Росберг                      | Мерседес                          | Інтерлагус                        | Результати                        |
| 2013 | Себастьян Феттель                 | Ред Булл-Рено                     | Інтерлагус                        | Результати                        |
| 2012 | Дженсон Баттон                    | Макларен-Мерседес                 | Інтерлагус                        | Результати                        |
| 2011 | Марк Веббер                       | Ред Булл-Рено                     | Інтерлагус                        | Результати                        |
| 2010 | Себастьян Феттель                 | Ред Булл-Рено                     | Інтерлагус                        | Результати                        |
| 2009 | Марк Веббер                       | Ред Булл-Рено                     | Інтерлагус                        | Результати                        |
| 2008 | Феліпе Масса                      | Феррарі                           | Інтерлагус                        | Результати                        |
| 2007 | Кімі Ряйкконен                    | Феррарі                           | Інтерлагус                        | Результати                        |
| 2006 | Феліпе Масса                      | Феррарі                           | Інтерлагус                        | Результати                        |
| 2005 | Хуан Пабло Монтойя                | Макларен-Мерседес                 | Інтерлагус                        | Результати                        |
| 2004 | Хуан Пабло Монтойя                | Вільямс-БМВ                       | Інтерлагус                        | Результати                        |
| 2003 | Джанкарло Фізікелла               | Джордан-Ford                      | Інтерлагус                        | Результати                        |
| 2002 | Міхаель Шумахер                   | Феррарі                           | Інтерлагус                        | Результати                        |
| 2001 | Девід Култхард                    | Макларен-Мерседес                 | Інтерлагус                        | Результати                        |
| 2000 | Міхаель Шумахер                   | Феррарі                           | Інтерлагус                        | Результати                        |
| 1999 | Міка Хаккінен                     | Макларен-Мерседес                 | Інтерлагус                        | Результати                        |
| 1998 | Міка Хаккінен                     | Макларен-Мерседес                 | Інтерлагус                        | Результати                        |
| 1997 | Жак Вільньов                      | Вільямс-Рено                      | Інтерлагус                        | Результати                        |
| 1996 | Деймон Гілл                       | Вільямс-Рено                      | Інтерлагус                        | Результати                        |
| 1995 | Міхаель Шумахер                   | Бенеттон-Рено                     | Інтерлагус                        | Результати                        |
| 1994 | Міхаель Шумахер                   | Бенеттон-Ford                     | Інтерлагус                        | Результати                        |
| 1993 | Айртон Сенна                      | Макларен-Ford                     | Інтерлагус                        | Результати                        |
| 1992 | Найджел Менселл                   | Вільямс-Рено                      | Інтерлагус                        | Результати                        |
| 1991 | Айртон Сенна                      | Макларен-Хонда                    | Інтерлагус                        | Результати                        |
| 1990 | Ален Прост                        | Феррарі                           | Інтерлагус                        | Результати                        |
| 1989 | Найджел Менселл                   | Феррарі                           | Жакарепагуа                       | Результати                        |
| 1988 | Ален Прост                        | Макларен-Хонда                    | Жакарепагуа                       | Результати                        |
| 1987 | Ален Прост                        | Макларен-TAG                      | Жакарепагуа                       | Результати                        |
| 1986 | Нельсон Піке                      | Вільямс-Хонда                     | Жакарепагуа                       | Результати                        |
| 1985 | Ален Прост                        | Макларен-TAG                      | Жакарепагуа                       | Результати                        |
| 1984 | Ален Прост                        | Макларен-TAG                      | Жакарепагуа                       | Результати                        |
| 1983 | Нельсон Піке                      | Бребем-БМВ                        | Жакарепагуа                       | Результати                        |
| 1982 | Ален Прост                        | Рено                              | Жакарепагуа                       | Результати                        |
| 1981 | Карлос Ройтеманн                  | Вільямс-Ford                      | Жакарепагуа                       | Результати                        |
| 1980 | Рене Арну                         | Рено                              | Інтерлагус 8 км                   | Результати                        |
| 1979 | Жак Лаффіт                        | Ліж'є-[[Ford]                     | Інтерлагус 8 км                   | Результати                        |
| 1978 | Карлос Ройтеманн                  | Феррарі                           | Жакарепагуа                       | Результати                        |
| 1977 | Карлос Ройтеманн                  | Феррарі                           | Інтерлагус 8 км                   | Результати                        |
| 1976 | Нікі Лауда                        | Феррарі                           | Інтерлагус 8 км                   | Результати                        |
| 1975 | Карлус Пачі                       | Бребем-Ford                       | Інтерлагус 8 км                   | Результати                        |
| 1974 | Емерсон Фіттіпальді               | Макларен-Ford                     | Інтерлагус 8 км                   | Результати                        |
| 1973 | Емерсон Фіттіпальді               | Лотус-Ford                        | Інтерлагус 8 км                   | Результати                        |
| 1972 | Карлос Ройтеманн                  | Бребем-Ford                       | Інтерлагус 8 км                   | Результати                        |